# 이스마일 유수포프
이스마일 압두라술로비치 유수포프(위구르어: ئىسمايىل يۈسۈپ, 카자흐어: Ысмайыл Абдрасулұлы Юсупов, 러시아어: Исмаил Юсупович Юсупов, 1914년 5월 12일 ~ 2005년 5월 16일)는 카자흐 소비에트 사회주의 공화국의 위구르족 당원이자 소비에트 사회주의 공화국의 정치인이었다. 1962년부터 1964년까지 그는 카자흐 소비에트 사회주의 공화국의 공산당 제1서기였다. 1964년 니키타 흐루쇼프가 축출된 후, 유수포프는 레오니트 브레즈네프의 절친한 친구인 딘무하메드 코나예프로 교체되었다. 1971년 은퇴할 때까지, 그는 농업 분야에서 몇 가지 하위 직책을 맡았다.

## 어린 시절
유수포프는 1914년 소피이스카야에서 태어났다. 유아기에, 유수포프는 그의 어머니를 잃었고, 그래서 그는 그의 계모에 의해 길러졌다. 유수포프는 4년 동안 A. 수피 자르바타의 이름을 딴 위구르 중등학교에서 공부했다. 학교를 졸업한 후, 유수포프의 부모는 그가 읽고 쓰는 법을 배웠기 때문에, 그가 스스로 생계를 유지할 수 있을 것이라고 결정했다.
유수포프는 결국 알마아타 고아원에 들어갔고, 그곳에서 그는 아이들의 기술학교 입학 준비를 도왔다. 2년간의 준비 과정과 유수포프는 탈가르 농업 대학에 입학하여 1934년에 졸업했다. 졸업 직후 유수포프는 투르키스탄주, 투르키스탄 MTS로 보내져 그곳에서 농업학자로 일했고, 1년 후 레닌그라드로 떠나 2년 동안 고등 농업 강좌에서 공부했다. 1937년, 유수포프는 투르키스탄주로 돌아왔지만, 이미 수석 농업학자로서 돌아왔다. 1년 후, 1938년, 유수포프는 투르키스탄 MTS의 책임자가 되었다.
몇 달 후, 유수포프는 카자흐스탄 최고 소비에트 대의원으로 선출되었다. 그는 카자흐스탄의 심켄트로 옮겨져 처음에는 투르키스탄주 토지국의 부국장으로 일했고 나중에는 투르키스탄주 물 관리 부서의 국장으로 일했다.

## 군사 경력
1940년, 그는 붉은 군대에 입대했고 민스크 사관학교를 정치 장교로 졸업했다.
1941년 6월부터 1942년 7월까지 레닌그라드 포위전에서 정치 장교로 복무했다. 이 자리에서 유수포프는 첫 상처를 입었다. 가을에 병원에서 유수포프는 정치국으로 소환되었고 그곳에서 스키 상륙 대대를 조직하는 임무를 받았다. 독일군은 그 도시에 있었고, 유수포프의 대대는 적진 뒤에서 당파 전쟁을 계속했다. 1942년 가을, 유수포프는 이번에는 심각한 두 번째 부상을 입었다. 이로써 유수포프는 동부 전선 중 전투에 참가하게 되었다. 다른 공식적인 인정 외에도 그는 전쟁 중에 복무한 공로로 적기훈장을 받았다.

## 만년
유수포프는 아나스타샤 페트로브나와 결혼했다. 그들은 3명의 딸과 1명의 아들이 있었다.
그는 위구르 국립극장뿐만 아니라 알마티주 내의 위구르 지역 설립을 도왔다. 유수포프는 2005년 5월 17일 알마티에서 91세의 나이로 사망했다.